# Apache Roller
Apache Roller — відкритий повнофункціональний, багатокористувацький сервер для створення множини великих і малих вебблоґів з підтримкою груп спільнот, написаний на Java. Roller спочатку був написаний Дейвом Джонсоном (Dave Johnson) у 2002 для журнальної статті про інструменти розробки відкритих програм, але став популярним на FreeRoller.net (нині JRoller.com) і був пізніше обраний як рушій для блоґів співробітників Sun Microsystems та IBM developerWorks .
23 квітня 2007 проєкт Roller закінчив перебування в інкубаторі Apache, і став офіційним проєктом Apache Software Foundation, першоб випущеною версією у такому офіційному статусі стала 3.1.